# Los Angeles City College

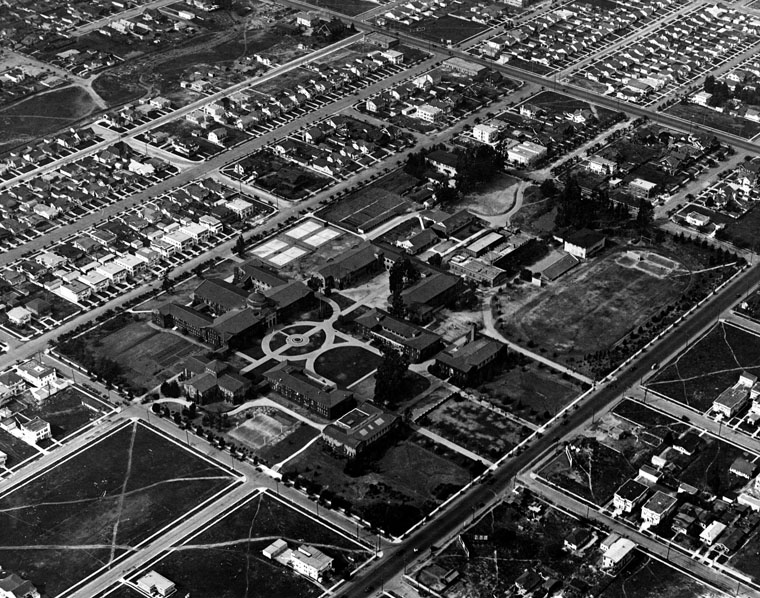
Campus de l'UCLA, vers 1922.

Los Angeles City College (LACC) est un collège communautaire public à East Hollywood, Los Angeles. Faisant partie du Los Angeles Community College District, il est situé sur Vermont Avenue au sud de Santa Monica Boulevard sur l'ancien campus de l'université de Californie à Los Angeles (UCLA). De 1947 à 1955, le collège a partagé son campus avec la California State University de Los Angeles (Cal State LA), alors connue sous le nom de Los Angeles State College of Applied Arts and Sciences (LASCAAS), avant que l'université ne déménage sur son campus actuel de 71 hectares dans la section nord-est de la ville de Los Angeles, 8 km à l'est du Civic Center.